# Угляны (Минский район)
Угляны (бел. Вугля́ны) — деревня в Минском районе Минской области Беларуси. В составе Юзуфовского сельсовета.

## География
Расположен на дороге Н8964.
Ближайшие населённые пункты Гатовино, Казеково, Масловичи, Юзуфово и др.

### Гидрография
Около деревни протекает река Чернявка.

## Население

### Численность
- 2009 год — 39 человек

### Динамика
- 1999 год — 76 человек (перепись населения)
- 2009 год — 39 человек (перепись населения)

## Улицы
- Центральная и др.